# Live at Hammersmith 82!
Live at Hammersmith 82! — третій живий альбом англійської групи Duran Duran, який був випущений 21 вересня 2009 року.

## Композиції
1. Rio — 5:51
2. Hungry Like the Wolf — 4:12
3. Night Boat — 5:09
4. New Religion — 5:52
5. Save a Prayer — 6:23
6. Planet Earth — 4:43
7. Friends of Mine — 5:23
8. Careless Memories — 4:44
9. Make Me Smile (Come Up and See Me) — 5:34
10. Girls on Film — 7:07

## Учасники запису
Duran Duran
- Саймон Ле Бон — вокал
- Нік Роудс — клавішні
- Джон Тейлор — бас-гітара
- Роджер Тейлор — ударні
- Енді Тейлор — гітара

Додаткові музиканти
- Енді Хемілтон — саксофон, додаткові клавішні